# Djalmir
Djalmir Vieira de Andrade, meglio noto come Djalmir (Aracaju, 22 aprile 1976), è un ex calciatore brasiliano, di ruolo attaccante.

## Palmarès

### Club

#### Competizioni nazionali
- Segunda Liga: 1

Olhanense: 2008-2009

### Individuale
- Capocannoniere della Segunda Liga: 1

2008-2009